# Михайловская церковь (Безугловка)
Михайловская церковь — православный храм и памятник архитектуры национального значения в Безугловке.

## История
Постановлением Кабинета Министров УССР от 06.09.1979 № 442 «Про дополнение списка памятников градостроения и архитектуры Украинской ССР, которые находятся под охраной государства» («Про доповнення списку пам'яток містобудування і архітектури Української РСР, що перебувають під охороною держави») присвоен статус памятник архитектуры национального значения с охранным № 1785.
Установлена информационная доска.

## Описание
Михайловская церковь построена по типу композиции характерной для культовых сооружений XIX века архитектурного стиля ампир.
Сооружена в период 1805-1835 годы (по другим данным в 1831 году) в формах провинциального ампира.
Кирпичная, оштукатуренная, однокупольная, трёхдольная (трёхсрубная) церковь. Неф (центральный объём) квадратный в плане со срезанными углами увенчан цилиндрическим барабаном с полусферическим куполом с глухим фонарём и маковкой. С востока примыкает гранёная апсида, с запада — прямоугольный в плане бабинец (притвор) и двухъярусная колокольня. Входы украшены 4-колонными портиками тосканского ордера, венчают треугольные фронтоны. Над основным объёмом возвышается прямоугольная в плане двухъярусная колокольня, где в первом ярусе размещён вход, увенчанный 4-колонным портиком (без фронтона), второй ярус со звонами и имеет высокие арочные проёмы по сторонам света, завершается шпилем на куполе. Имеется лестница, ведущая на хоры.
Церковь была передана религиозной общине.